# ツインズ教師
ツインズ教師（ツインズきょうし）は、1993年4月12日から6月28日まで、テレビ朝日系の「月曜ドラマ・イン」枠で放送されたテレビドラマ。主演は髙嶋政宏。全11回放送。

## あらすじ
- 同じ日に、同じ母から生まれ 母の右と左のおっぱいを分け合い、同じおもちゃで、同じ成長を遂げるはずだったツインズだが、運命は、幼いふたりに別れという試練を与えた。そんなふたりは別々の人生を歩んでいたが、何の因果かふたりとも教師になり、同じ中学校の同じクラスで担任と副担任になってしまう。生徒に親身な熱血教師と、教師と生徒は「神と奴隷」とする管理主義教師。正反対のツインズが生徒の問題に奮闘する。
- 後に活躍する著名人が大挙出演している。

## 出演者
- 黒崎健治（3年2組副担任・国語教師）：髙嶋政宏
- 高井慎一（3年2組担任・英語教師）：石黒賢
- 田村由香里（保健体育教師）：鈴木京香
- 浅野祐介（理科教師）：松村邦洋
- 美山晴美（養護教師）：飯島直子
- 対島玲子 - 高島礼子
- 菅原純夫（学年主任・数学教師）：ベンガル
- 立石修（校長）：左右田一平
- 谷口美津子（教頭・黒崎と高井の実母）：丘みつ子
- 高井聖子（高井の養母）：塩沢とき
- 池内貴子（家庭科教師）：庄野真代
- 内海幸子（美術教師）：深浦加奈子
- 鈴木誠（社会・公民教師）：緒形幹太
- 高井美紀（高井の妹）：越智静香
- 森谷陽子（社会・歴史教師）：上田亜矢子

### 3年2組の生徒
- 落合守 ：長瀬智也
- 曽根和也：井ノ原快彦
- 田口健介：金子賢
- 春日進：国分博
- 勝又雄平：小島啓
- 金子信隆：原良太郎
- 佐藤一臣：竹村誠
- 北沢英一：玉置篤規
- 加茂利彦：星英徳
- 比嘉英伍：小川剛
- 足立智：大空博人
- 近藤努：佐々木卓馬
- 立花桃：浜崎くるみ
- 小日向恵子：菅野美穂
- 土井みゆき：佐藤藍子
- 野村純子：宝生舞
- 香川薫：馬渕英里何
- 森麻子：勇静華
- 中島綾子：曽根由加
- 原田邦子：尾形あゆみ
- 難波明美：長野麗
- 鈴木樹里亜：小池瑞香
- 西田香織里：林美穂
- 鷲津七々：伊藤麻奈
- 佐々木真美：茅野佐智恵
- 上岡泉：桜井さつき
- 遠藤理香：白石玲子
- 尼野マスミ：山内麻椰

## スタッフ
- 脚本：石原武龍（初回 - 3話・5・7・8・10・最終話）、岡田惠和（4・9話）、丸山比朗（6話）
- 音楽：魚海洋司
- オープニングテーマ ：「天使のジェラシー」歌・MAGIC、作詞・船橋孝樹、作曲・久米浩司、魚海洋司（メルダック）
- エンディングテーマ ：「こわれるくらい抱きしめたい」歌・高嶋政宏、作詞・沢ちひろ、作曲・TSUKASA
- 音楽協力：テレビ朝日ミュージック
- プロデューサー：小関明（テレビ朝日）、佐藤敦、小橋孝裕（にっかつ撮影所）
- 演出：斎藤郁宏（初回 - 3話・6・7・10・最終話）、金澤克次（4・5話）、辻野正人（8・9話）
- 技術：松岡良治
- カメラ：高越潤
- 照明：伊倉邦夫
- 音声：日下部徹
- 音効：鈴木晴夫（ヴィック）
- VE：石田伸夫
- 編集：青沼邦治
- 美術：柳川和央
- 美術進行：佐野奈緒美
- 装飾：高島寿生、小林久之
- 持道具：永井奈穂美
- 衣裳：東京衣裳
- メイク：塙浦郁子（ストロベリーキッズ）（初回・2話）、ストロベリーキッズ（3 - 10話）
- スタイリスト：市原みちよ（ICA）、井嶋和男（スタジオホワイト）、堀口健一（フロムアップ）
- ファイティングコーディネーター：佐々木修平（FCプラン）
- 演出補：辻野正人（初回 - 7話）、和田孝（8 - 10話）
- 記録：吉丸美香（初回 - 3・6・7・10・最終話）、糸井佐千子（4・5・8・9話）
- 製作担当：久家豊
- 広報：斉藤みどり（テレビ朝日）
- スチル：西本敦夫
- プロデューサー補：小島数也、増渕滋夫（にっかつ撮影所）
- 美術協力：データイースト株式会社、I.T.SHOKAI、日本
- 車輌：富士映画
- 特機：エヌケイ特機
- 技術協力：東通
- 制作：テレビ朝日、にっかつ撮影所

## 放映リスト
1. 集団万引き!! バウバウ双子先生　視聴率 10.5%
2. マジ!? 女子中生がQ2売春　視聴率 11.1%
3. 丸刈りだ!! カラオケBOXでH　視聴率 10.9%
4. レイプ！チーマーになりたい!!　視聴率 10.9%
5. 禁断の愛!? 先生チューして　視聴率 7.0%
6. 青い体験!! お泊りパーティ　視聴率 9.3%
7. のぞき!! パンチラ写真でイジメ　視聴率 9.3%
8. チカン先生が女生徒とかけおち!!　視聴率 9.5%
9. ミス三中はAV女優!? 視聴率 11.2%
10. 15歳の妊娠!? 中学生夫婦　視聴率 12.3%
11. 双子の謎!? 先生やめないで!!　視聴率 15.0%

## ネット局
| 放送対象地域  | 放送局             | 系列           | 備考                                                                            |
| ------------- | ------------------ | -------------- | ------------------------------------------------------------------------------- |
| 関東広域圏    | テレビ朝日         | テレビ朝日系列 | 制作局                                                                          |
| 北海道        | 北海道テレビ       | テレビ朝日系列 |                                                                                 |
| 青森県        | 青森朝日放送       | テレビ朝日系列 |                                                                                 |
| 宮城県        | 東日本放送         | テレビ朝日系列 |                                                                                 |
| 秋田県        | 秋田朝日放送       | テレビ朝日系列 |                                                                                 |
| 山形県        | 山形テレビ         | テレビ朝日系列 | ネットチェンジと同時に月曜ドラマ・インのネットを開始。 本作が初ネットとなった。 |
| 福島県        | 福島放送           | テレビ朝日系列 |                                                                                 |
| 新潟県        | 新潟テレビ21       | テレビ朝日系列 |                                                                                 |
| 長野県        | 長野朝日放送       | テレビ朝日系列 |                                                                                 |
| 静岡県        | 静岡けんみんテレビ | テレビ朝日系列 | 現・静岡朝日テレビ                                                              |
| 石川県        | 北陸朝日放送       | テレビ朝日系列 |                                                                                 |
| 中京広域圏    | 名古屋テレビ       | テレビ朝日系列 |                                                                                 |
| 近畿広域圏    | 朝日放送           | テレビ朝日系列 | 現・朝日放送テレビ                                                              |
| 広島県        | 広島ホームテレビ   | テレビ朝日系列 |                                                                                 |
| 香川県 岡山県 | 瀬戸内海放送       | テレビ朝日系列 |                                                                                 |
| 福岡県        | 九州朝日放送       | テレビ朝日系列 |                                                                                 |
| 長崎県        | 長崎文化放送       | テレビ朝日系列 |                                                                                 |
| 熊本県        | 熊本朝日放送       | テレビ朝日系列 |                                                                                 |
| 鹿児島県      | 鹿児島放送         | テレビ朝日系列 |                                                                                 |

| テレビ朝日系 月曜ドラマ・イン          | テレビ朝日系 月曜ドラマ・イン            | テレビ朝日系 月曜ドラマ・イン             |
| 前番組                                 | 番組名                                   | 次番組                                    |
| -------------------------------------- | ---------------------------------------- | ----------------------------------------- |
| いちご白書 （1993年1月11日 - 3月15日） | ツインズ教師 （1993年4月12日 - 6月28日） | 湘南女子寮物語 （1993年7月5日 - 9月20日） |